# Construcció d'equips
El terme construcció d'equips (team building en anglès) es pot referir genèricament a la selecció i motivació d'equips, o més específicament a agrupar l'auto-valoració en la teoria i la pràctica del desenvolupament organitzacional. Quan un equip en un context de desenvolupament organitzacional s'embarca en un procés d'auto-valoració per a mesurar la seva pròpia efectivitat i d'aquesta forma millorar el seu rendiment, es pot argumentar que s'està dedicant al team building, encara que aquesta es pot considerar una definició estreta. El procés de team building inclou:
- clarificar l'objectiu, i construir un sentiment de propietat en el grup
- identificar els inhibidors del treball en equip i eliminar o superar-los, o si no poden ser eliminar, mitigar el seu efecte negatiu a l'equip.

Per a autovalorar-se, un equip cerca feedback per a trobar:
- els seus punts forts actuals
- els seus punts febles actuals

Per a millorar el seu rendiment actual, un equip fa servir el feedback de la valoració de l'equip per a:
- identificar qualsevol diferència entre l'estat desitjat i l'estat real
- dissenyar una estratègia per a eliminar aquestes diferències